# Ranunculus grayi
Ranunculus grayi là một loài thực vật có hoa trong họ Mao lương. Loài này được Britton miêu tả khoa học đầu tiên năm 1891.